# Федерация хоккея СССР
Федерация хоккея СССР — национальная неправительственная организация в области хоккея с шайбой. Организована в 1946 году при Комитете по физической культуре и спорту при Совете Министров СССР и ЦК ДОСААФ. С 1952 года являлась членом Международной федерации хоккея на льду.

## История Всесоюзной секции хоккея/Федерации хоккея СССР
- В 1946—1959 годах называлась Всесоюзной секцией хоккея.
- 1 апреля 1952 года ВСХ принята в ЛИХГ (Международную Федерацию хоккея на льду).
- 30 июня — 1 июля 1959 года на Учредительном Пленуме ВСХ преобразована в Федерацию хоккея с шайбой и хоккея с мячом СССР.
- 17 октября 1967 году разделилась на две самостоятельные организации — Федерацию хоккея СССР (хоккей с шайбой) и Федерацию хоккея СССР с мячом и на траве.
- 17 марта 1990 года на внеочередной учредительной конференции ФХСССР приобрела статус общественно-государственной организации и стала самостоятельным юридическим лицом.
- 28 января 1992 года на последнем в истории заседании Исполкома ФХСССР было принято решение о самороспуске Федерации.
- 28 января — 22 мая 1992 года вместо Федерации хоккея СССР действовал Совет Президентов — Председателей Федераций хоккея стран СНГ (Россия, Украина, Белоруссия и Казахстан).
- Формально Секция/Федерация управляла проведением внутренних соревнований по хоккею с шайбой (а в 1947—1967 — также и по хоккею с мячом) и подготовкой сборных команд страны. Фактически выполняла в основном представительские функции (достаточно сказать, что почти все председатели федерации занимали этот пост по совместительству), а реальное руководство хоккеем осуществляло соответствующее управление Спорткомитета (Госкомспорта) СССР.

## Структура Всесоюзной секции хоккея/Федерации хоккея СССР
Всесоюзная секция хоккея была основана в 1928 году и занималась проведением первенства СССР по хоккею с мячом. Однако в 1946 году ВСХ вменили также проведение первенства по хоккею с шайбой.
В 1959 году, в связи со структурными реформами органов управления СССР, Всесоюзные секции завершили своём существование, будучи преобразованными в Федерации. Таким образом, 30 июня - 1 июля 1959 года на учредительном Пленуме была образована Федерация хоккея СССР, занимавшаяся организацией и проведением чемпионатов страны по хоккею, хоккею с мячом и хоккею на траве.
Время не стояло на месте, и 17 октября 1967 года ФХ СССР была разделена на две самостоятельные профильные федерации, проводящие свои соревнования: Федерацию хоккея СССР - первенство по хоккею с шайбой, и Федерацию хоккея с мячом и на траве СССР - первенства по хоккею с мячом и хоккею на траве.
Начавшаяся в 1985-1986 гг. "перестройка", затронула все сферы жизни советского общества. Переход на хозрасчёт не мог обойти стороной и спорт. В течение 1989 года появились первые самостоятельные хозрасчётные клубы, а в 1990 году на хозрасчёт перешли и спортивные федерации. Так 17 марта 1990 года на внеочередной Конференции ФХ СССР была преобразована в общественно-государственную организацию и стала самостоятельным юридическим лицом.
28 января 1992 года был проведён последний Исполком ФХ СССР, на котором было объявлено о самороспуске Федерации в связи с роспуском Советского Союза.
Организация Всесоюзной секции хоккея, далее Федерации хоккея, ничем не отличалась от организационных форм других советских спортивных федераций.
Главным органом власти Федерации являлся Совет ФХ СССР. Отчетно-выборные пленумы Совета проводились каждые 4 года (за исключением конца 40-х - начала 60-х годов, когда Отчетно-выборные Пленумы проводились каждые два года). В период между Отчетно-выборными Пленумами мог собираться Всесоюзный Пленум, рассматривавший вопросы развития хоккея в СССР за отчётный период (обычно раз в два года, до 60-х годов между Отчетно-выборными Пленумами). Пленум избирал Президиум Федерации (до 18-20 человек), руководивший работой ФХ между Пленумами, председателя Президиума (т.е. Президента Федерации), его заместителей (до 3 человек), ответственного секретаря, Комиссии и председателей Комиссий ФХ СССР (до 8 комиссий: Спортивно-техническая, научно-техническая, по пропаганде хоккея, по детскому и юношескому хоккею и т.д.). В Президиум избирались представители спортивных клубов СССР, общественных организаций, армии, милиции, председатели Президиумов республиканских федераций хоккея, функционеры ВЦСПС и Комсомола, директора ледовых дворцов. Именно Президиум формально утверждал решения, разработанные Спорткомитетом СССР. Это касалось проведения чемпионата СССР, утверждения и смещения тренеров сборных команд, утверждения планов развития хоккея в СССР. Нельзя, однако, не заметить, что довольно активную деятельность вела Спортивно-техническая комиссия Федерации. Отчёты о её заседаниях регулярно появлялись на страницах "Советского спорта" и "Футбола. Хоккея". Комиссия несла в себе две важные функции. Во-первых, рассматривала нарушения регламента первенства, вынося наказания провинившимся, а также утверждала переходы хоккеистов из клуба в клуб. СТК осуществляла ещё и воспитательную функцию, проводя разъяснительную работу с представителями команд, которые, например, лидировали по штрафным минутам.
В 1990 году в Федерации начались изменения. Во-первых, над Советом Федерации появился новый управляющий орган - Конференция (около 200 человек). Совет Федерации (около 120 человек) сохранился как промежуточное руководящее Федерацией звено между Конференцией и Исполкомом. По замыслу реформаторов, именно Совет Федерации, в который входили многочисленные хоккейные функционеры от регионов и республик, должен был контролировать работу аппарата ФХ СССР в период между Конференциями. Во-вторых, место Президиума занял Исполком, который формировался из руководителей Федерации, а также представителей Федераций хоккея Союзных Республик и организаций-учредителей Федерации (около 35 человек). В-третьих, руководитель Федерации отныне стал называться просто Председателем Федерации хоккея СССР (без приставки - Президиума). В-четвёртых, для оперативного решения текущих вопросов при Исполкоме было создано Бюро Исполкома, куда входили исключительно председатель ФХ СССР, его заместители и начальники подразделений (около 30 человек).
Система просуществовала почти два года. 28 января 1992 года Федерация самораспустилась.
Вместо союзной Федерации несколько месяцев 1992 года действовал Совет Президентов - Председателей Федераций хоккея стран СНГ во главе с Юрием Королевым.

## Председатели Президиума Всесоюзной секции хоккея/Федерации хоккея СССР
|     | Фамилия Имя Отчество             | Срок работы |
| --- | -------------------------------- | --- |
| 1.  | Коротков, Павел Михайлович       | 1947 год — 1959 год |
| 2.  | Халкиопов, Павел Васильевич      | январь 1959 года — 30 июня 1959 года (и.о. председателя Президиума Всесоюзной секции хоккея) |
| 3.  | Хомуськов, Василий Кириллович    | 1 июля 1959 года — 26 мая 1960 года |
| 4.  | Гранатуров, Григорий Петрович    | 26 мая 1960 года — 26 мая 1961 года (и.о. Председателя Президиума Федерации хоккея СССР) |
| 5.  | Напастников, Василий Григорьевич | 26 мая 1961 года — 24 мая 1963 года |
| 6.  | Алехин, Валентин Дмитриевич      | 24 мая 1963 год — 10 сентября 1969 года (переизбирался 4 июня 1965 года) |
| 7.  | Мосолов, Георгий Константинович  | 10 сентября 1969 года — 26 мая 1973 года |
| 8.  | Корольков, Николай Кузьмич       | 26 мая 1973 года — 1987 год (переизбирался 27 мая 1977 года, 29 мая 1981 года, 13 декабря 1985 года)                                                                                                |
| 9.  | Соколов, Николай Николаевич      | 1987 год — 18 мая 1989 года (и.о. Председателя Президиума Федерации хоккея СССР) |
| 10. | Кравченко, Леонид Петрович       | 18 мая 1989 года — 18 сентября 1991 года (переизбирался 17 марта 1990 года) |
| 11. | Королёв, Юрий Васильевич         | 18 сентября 1991 года — 28 января 1992 года (и.о. Председателя Федерации хоккея СССР) 28 января 1992 года — 22 мая 1992 года (Председатель Совета Президентов — Председателей Федераций хоккея СНГ) |

## Хоккейные организации
- Федерация хоккея России
- Межнациональная хоккейная лига
- Российская хоккейная лига
- Профессиональная хоккейная лига
- Континентальная хоккейная лига
- Всероссийская хоккейная лига
- Молодежная хоккейная лига